# Ifikles
Ifikles (grekiska: Ιφικλής) var en prins av Tiryns i grekisk mytologi. Han var son till kung Amfitryon av Tiryns och prinsessan Alkmene av Mykene. Han var även tvillingbror till halvguden och hjälten Herakles, Zeus och Alkmenes son.
Han var far till Iolaos som senare blev Herakles vapendragare.